# Explosion von Toronto 2008

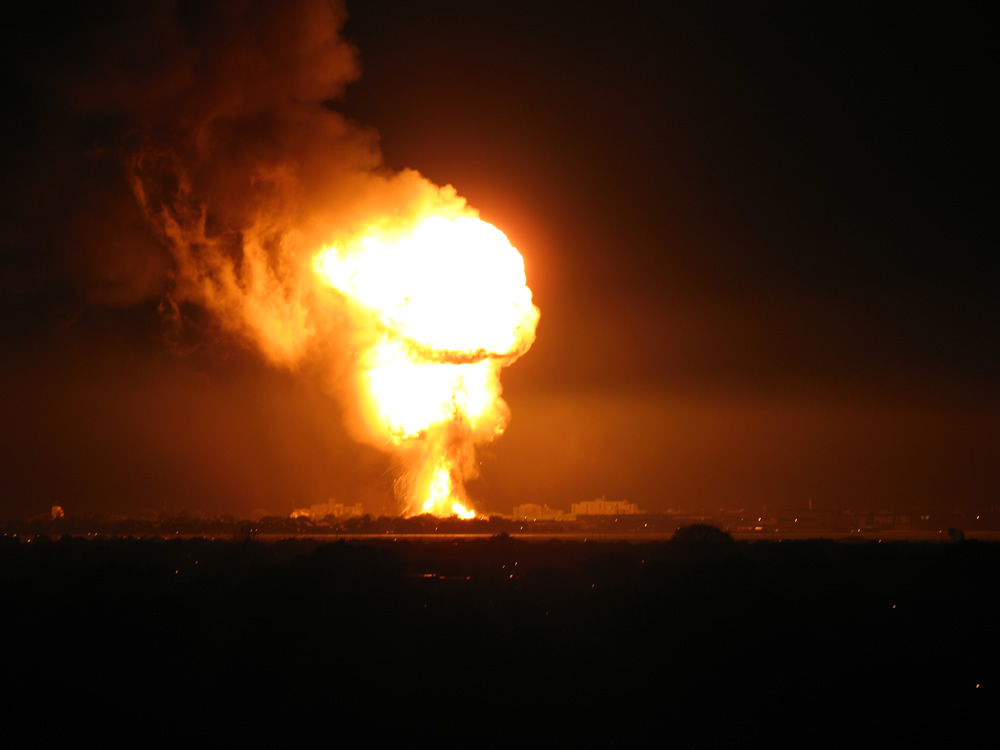
Die Explosion, von Toronto (Midtown) aus gesehen

Die Gasexplosion von Toronto 2008 (englisch auch bekannt als Sunrise propane incident) war eine Serie von Explosionen mit  anschließendem Brand, die sich am Morgen des 10. August 2008 in Downsview, North York, Toronto, Ontario, Kanada ereignete. Die Explosionen ereigneten sich um 3:45 Uhr Ortszeit auf dem Gelände der Sunrise Propane Industrial Gases. Infolge der Explosionen wurden tausende Menschen aus ihren Wohnungen evakuiert. Evakuierung und Reinigungen kosteten C$ 1,8 Mio, von der die Hälfte die Provinz Ontario bezahlte.

## Geschichte
Sunrise Propane Industrial Gases war ein Unternehmen, das Propan neben anderen Gasen wie Helium und Acetylen für kommerzielle und private Zwecke verkaufte. Das Unternehmen war seit mindestens 1999 unter mehreren Namen tätig. Im Jahr 2002 wurde eine Firma namens Sunrise Petroleum erfolgreich von First Choice Petroleum Inc. verklagt, einem Öl- und Schmierstoff-Anbieter, der behauptete, das Unternehmen schuldete ihm C$ 54,063.73 an Produkten und hätte ein Dokument gefälscht, um eine Abrechnung zu vermeiden. In diesem Fall wurde festgestellt, dass Sunrise die Unterschrift eines Mitarbeiters namens Thomas Tims in einem Dokument aus dem Jahr 1999 gefälscht hatte, in dem Sunrise Petroleum von einer neuen Firma namens Sunrise Petroleum Lubricants übernommen wurde und Sunrise Petroleum somit nicht für ausstehende oder unbezahlte Rechnungen verantwortlich sein würde. Allerdings hätte Tims das Dokument nicht unterzeichnet, weil er darauf als „Tim Toms“ aufgeführt war, anstatt „Tom Tims“. Als Ergebnis des Falles musste Sunrise das geschuldete Konto plus Zinsen in Höhe von C$ 93.389,54 und weitere C$ 34.284,71 Anwaltskosten bezahlen. Gerichtsdokumente zeigten auch einen dritten Namen, Sunrise Propan & Petroleum, den das Unternehmen zuvor verwendet hatte.
Ein Unternehmenseintrag von Ontario besagt, dass die Einrichtung 2004 eingetragen war, obwohl ein Anwalt und Sprecher des Unternehmens unsicher ist, wie lange die Einrichtung in Betrieb war. Die Anlage wurde in einem Wohngebiet im Bezirk North York von Toronto gebaut. Torontos Bürgermeister David Miller erklärte, dass die Anlage in der Nachbarschaft unter Zonen aufgeteilt gebaut werden durfte, die über ein Jahrzehnt bestanden.
Die Betreiber der Anlage waren zuvor von der Ontario's Technical Standards and Safety Authority wegen Sicherheitsmängeln gewarnt worden, weil in den Anlagen des Unternehmens Gase von Lkw zu Lkw übertragen wurden. Während der Untersuchung nach den Explosionen entdeckten die Ermittler, dass Lkw-zu-Lkw-Transfers in der Anlage üblich waren. Der Transfer von Lkw zu Lkw ist in Ontario verboten, da er das Risiko eines Gaslecks oder eines Feuers erhöht.

## Verlauf
Um etwa 3:50 Uhr ereignete sich eine große Explosion bei Sunrise Propane Industrial Gases, in der Nähe der Murray Road und der Spalding Road. Es folgte eine Reihe von Explosionen, die große Feuerbälle und Rauchwolken in den Himmel schleuderten. Große Metallstücke aus den explodierenden Propangasbehältern wurden auf die umliegenden Straßen und Grundstücke geworfen. Viele Häuser und Büros wurden beschädigt, Fenster zertrümmert und Türen aus den Scharnieren gerissen. Etwa 200 Feuerwehrleute kämpften gegen den Großbrand, der durch die Explosionen entstand.
Die Gefahr weiterer Explosionen und die Sorge um die Luftqualität zwangen die Polizei, eine Evakuierung eines großen Gebiets in der umliegenden Gemeinde durchzuführen. Anwohner, die in einem Umkreis von 1,6 km lebten, sollten ihre Häuser in den frühen Morgenstunden verlassen. Busse der Toronto Transit Commission wurden verwendet, um sie zum Downsview Park zu evakuieren und dann in die York University zu bringen.
Die Explosionen erschütterten das Gebiet und verursachten auch die Schließung eines Teils des Highway 401, zwischen den Ontario Highways 404 und 400, für über 12 Stunden. Rettungskräfte befürchteten eine weitere große Explosion, als zwei Kesselwagen weitere fünf Stunden nach den ersten Explosionen weiterbrannten. Der reguläre kommerzielle Flugverkehr des Toronto Pearson International Airport durfte fortgesetzt werden, während kleinere, in Privatbesitz befindliche Flugzeuge das Gebiet nicht überfliegen durften.
Sechs Personen wurden ins Krankenhaus gebracht, 18 Personen wurden in eine Notaufnahme eingeliefert, 40 Personen wurden vor Ort ambulant behandelt. Während der Rettungsaktion am Unglücksort wurde ein Feuerwehrmann leblos von Rettungskräften gefunden. Sanitäter und Feuerwehrleute versuchten, ihn wiederzubeleben, waren aber erfolglos. Er wurde dann in ein Krankenhaus gebracht, wo er für tot erklärt wurde. Der Feuerwehrmann wurde als Bob Leek, 55-jähriger Bezirkschef der Notfallplanung und ein 25-jähriger Veteran, identifiziert. Leek, der in dieser Nacht dienstfrei gehabt hatte, war gebeten worden, einige Geräte zu bringen, um die Aktivitäten seiner Kollegen zu unterstützen, was er gerne tat. Er erlag einem Herzinfarkt. Der Sunrise-Mitarbeiter Parminder Saini wurde vermisst. Am 11. August wurde eine Leiche vor Ort gefunden. Am 3. September wurde der Tod von Saini bestätigt.

## Ursache und Untersuchungen
Das Ontario Fire Marshal Office kümmerte sich um die Untersuchung der Explosionen. Während die Ursache der Explosionen noch unklar war, veröffentlichte die Technical Standards and Safety Authority (TSSA) eine Stellungnahme die besagte, dass kurz vor der ersten Explosion ein LKW-Fahrer illegal Propan von einem LKW in einen anderen umfüllte. Sie berichtete auch über die Sicherheitsmängel durch die fortgesetzt stattfindenden Umladungen von Gasen von LKW zu LKW. Diese waren eine häufige und routinemäßige Betriebspraxis in den Anlagen von Sunrise Propane. Ein Ermittler des Ontario Fire Marshal Office erklärte, dass es Monate dauern könnte, bis die Ursache der Explosionen ermittelt werden könnte. Der Premier von Ontario,  Dalton McGuinty sagte auch, dass die Provinz bereit sei, den Bewohnern finanzielle Hilfe zu leisten, deren Häuser durch die Explosionen beschädigt wurden.
Am 4. August 2010 berichtete der Toronto Star, dass die massive Explosion im Jahr 2008 durch einen illegalen Gas-Transfer von LKW zu LKW in Verbindung mit einem Leck an einem Schlauch verursacht wurde. Der Bericht besagt, dass flüssiges Propan aus einem Schlauch freigesetzt wurde, nachdem ein Verladevorgang abgeschlossen war. Es wurde zudem berichtet, dass Sunrise nicht über die Lizenz für die Durchführung dieser Arten von Verladungen verfügt hatte und dass diese von der Technical Standards and Safety Authority (TSSA) im November 2006 untersagt worden waren.
Das kanadische Umweltministerium argumentierte, dass Sunrise es versäumt habe, „zu zeigen, dass ein ordnungsgemäßes vorbeugendes Wartungssystem vorhanden sei“. Ein Anwalt von Sunrise argumentierte, das Unglück sei ein unvorhersehbarer Unfall gewesen, da Sunrise seine Ausrüstung in Ordnung gehalten habe und nicht für einen Defekt an Schläuchen verantwortlich gemacht werden könne.

## Folgen
Der Highway 401 war wegen seiner Nähe zum Explosionsort gesperrt. Er wurde vom Highway 404 bis zum Highway 400 gesperrt und das lokale Yorkdale Shopping Centre war für einen Teil des Tages geschlossen. Strecken der Toronto Transit Commission und die York Region Transit Viva Orange-Routen waren als Teil der Evakuierungszone von Sperrungen betroffen.
Die U-Bahn-Linie 1 (Yonge-University-Linie) zwischen Sheppard West station (ehem. Downsview) und Lawrence West wurde ebenfalls für einen Teil des Tages geschlossen. Die
Verbindungen des Verkehrsunternehmens GO Transit zum Yorkdale Bus Terminal wurden ebenfalls eingestellt.
Etwa 15 Stunden nach den ersten Explosionen erhielten einige Bewohner die Erlaubnis zur Rückkehr in ihre Häuser. Viele Menschen, die in ihre Häuser zurückkehren wollten, wurden jedoch an Polizeikontrollen angehalten und mussten umkehren oder durften ihre Fahrzeuge nicht in die unmittelbare Umgebung mitnehmen. Rund 100 der 12000 evakuierten Häuser blieben unbewohnbar. Am 11. August konnten fast alle evakuierten Bewohner zurückkehren; etwa 35 Familien mussten warten, während Gesundheitsbeamten Tests im Hinblick auf Gefahren durch Asbest durchführten.
Als Folge der Explosion planten die Beamten von Toronto, alle Industriegebiete zu überprüfen, die eine potenzielle Bedrohung für Wohnviertel darstellen könnten, um ähnliche Situationen zu verhindern. Im Rahmen ihrer Untersuchung überprüften TSSA-Beamte und der Ontario Fire Marshal frühere Inspektionen der Anlage, um die Ursache der Explosionen zu bestimmen.
Die Explosion verursachte Schäden an einem der ältesten jüdischen Friedhöfe Torontos, dem Mount Sinai Memorial Park. Dieser Friedhof ist über 100 Jahre alt und hat mehr als 11.000 Gräber, von denen mindestens 20 beschädigt wurden.
Mehrere Anwohner waren verärgert, weil die Stadtverwaltung den Bau einer Propangasanlage in einem Wohngebiet genehmigt hatte. Einige Anwohner behaupteten, dass die Gemeinde nicht konsultiert oder über die Anlage informiert wurde, als sie gebaut wurde. Shelley Carroll, die stellvertretende Bürgermeisterin von Toronto, wies jedoch darauf hin, dass die Anlage vor dem Bau vieler Häuser zoniert wurde.
Die TSSA, die die Kraftstoffsicherheit in Ontario regelt, sagte ursprünglich, sie habe Sunrise nur einmal seit der Eröffnung der Anlage im Jahr 2005 inspiziert. Sie dementierte dies später, indem sie erklärte, dass sie in den Jahren 2006 und 2007 Baustopps wegen Sicherheitsverletzungen verfügt hatte.
Am 19. August, neun Tage nach den Explosionen, veröffentlichte Sunrise eine kurze Pressemitteilung, in der es hieß, das Unternehmen bedauere den Verlust von Leben und arbeite mit den ermittelnden der Behörden zusammen. In der Pressemitteilung hieß es zudem, dass es in naher Zukunft keine öffentlichen Stellungnahmen mehr abgeben würden, um Spekulationen und Fehlinformationen vorzubeugen. Am 21. August 2008 gab die TSSA bekannt, dass Sunrise Propan seine Zulassung sofort widerrufen lassen sollte.
Sechs weitere Propan-Anlagen in der Provinz wurden wegen der Explosionen geschlossen. In den folgenden Jahren wurden für Anlagen in Kitchener, Waterloo, Cornwall, Ottawa und zwei in Toronto die Schließung angeordnet, nachdem sie nicht nachgewiesen hatten, dass ihre Mitarbeiter in den Einrichtungen ordnungsgemäß geschult worden waren.
Parminder Sainis Vater erhielt ein Visum, um vom Punjab nach Kanada zu reisen, um bei der Untersuchung zu helfen, aber die Einreise seines Bruders und seiner Mutter wurden zunächst vom Kanadischen Konsulat abgelehnt. Diese Entscheidung wurde später geändert, nachdem das Department of Citizenship and Immigration über die Situation informiert wurde.
Der Sunrise-Mitarbeiter Felipe De Leon, erklärte, dass er einen illegalen Propan-Transfer abgeschlossen hatte, als er Rauch am Nordende der Anlage bemerkte. De Leon sagte, er ging dann in das Büro, um Saini zu warnen und aufzufordern, das Gebäude zu verlassen, was dieser jedoch zunächst abgelehnte. De Leon floh dann aus der Einrichtung, während Saini in Richtung der rauchenden Stelle ging.
Die Schadensbeseitigung kostete die Stadt Toronto C$ 1,8 Mio., von denen die Hälfte von der Provinz Ontario bezahlt wurde.

## Anklagen und Urteile
Am 5. August 2009 erhob das Ontario Ministry of Labour (das Arbeitsministerium der Provinz Ontario) zwei Anklagen in dem Vorfall: eine wegen des Versäumnisses, Saini zu schützen, und eine andere wegen des Versäumnisses, innerhalb verbindlicher Industriestandards zu operieren. Die Bußgelder hatten eine Höhe von bis zu C$ 1 Mio. Acht Klagen durch das Ministerium für Umwelt folgten Geldbußen von mehr als C$ 6 Mio. Im Juni 2013 wurde Sunrise Propane aufgrund von neun Verfahren für schuldig befunden. Im Januar 2016 wurden Sunrise Propane und seine Direktoren Shay Ben-Moshe und Valery Belahov für die Vergehen zu einer Geldstrafe von C$ 5,3 Mio. verurteilt. Das Unternehmen Sunrise existierte zu dem Zeitpunkt nicht mehr und der Verteidiger argumentierte, seine Mandanten hätten nicht das Geld, um Geldstrafen in Millionenhöhe zu zahlen. Darüber hinaus reichten die Anwohner der Gegend eine Klage über C$ 300 Millionen ein.